# 方靖仁
方靖仁（1981年10月2日—），臺灣師範大學體育學系碩士，中華民國足球協會秘書長，為前五人制國腳，曾擔任過台電、中華男足總、蓋瑞·懷特的助理教練。因外貌與荷蘭球星阿揚·羅本相像，而有「台灣羅本」的綽號。